# 外務報道官
外務報道官（がいむほうどうかん、英語: Press Secretary / Director-General for Press and Public Diplomacy）は、日本の外務省の内部部局の一つである外務報道官組織の長（局長級の総括整理職）。大臣官房に置かれる。
外務報道官組織は外務省の広報・広聴部門と位置づけられており、各種の定例記者会見や内外の報道機関に対する取材協力、ホームページや広報資料を通じた情報発信、更には講演会・タウンミーティングの開催を所管する。

## 沿革
1984年（昭和59年）に外務省情報文化局が廃止され、外務省大臣官房に外務報道官、文化交流部が設置された。情報文化局に設置されていた報道課、国内広報課、文化第1課、文化第2課が大臣官房に移され、また情報文化局外国プレス室が外務大臣官房国際報道課に昇格した。
2001年（平成13年）の中央省庁再編に伴い国際報道課が廃止され、国際報道官が設置された。

## 外務報道官・広報文化組織
- 外務報道官
- 国際文化交流審議官
  - 外務副報道官
  - 広報文化外交戦略課
  - 報道課
  - 文化交流・海外広報課
  - 国際報道官

## 歴代外務報道官
- 北村俊博 : 2024年 (令和6年) 〜
- 小林麻紀 : 2023年 (令和5年) 〜 2024年 (令和6年)
- 小野日子 : 2022年 (令和4年) 〜　2023年 (令和5年)
- 吉田朋之 : 2020年 (令和2年) 〜　2022年 (令和4年)
- 大鷹正人 : 2019年 (令和元年) 〜2020年 (令和2年)
- 大菅岳史 : 2018年 (平成30年) 〜2019年 (令和元年)
- 丸山則夫：2017年（平成29年）～2018年 (平成30年)
- 川村泰久：2015年（平成27年）～2017年（平成29年）
- 佐藤地：2013年（平成25年）～2015年（平成27年）
- 横井裕：2011年（平成23年）～2013年（平成25年）
- 佐藤悟：2010年（平成22年）～2011年（平成23年）
- 兒玉和夫：2008年（平成20年）～2010年（平成22年）
- 坂場三男：2006年（平成18年）～2008年（平成20年）
- 鹿取克章：2005年（平成17年）～2006年（平成18年）
- 高島肇久：2002年（平成14年）～2005年（平成17年）。NHK記者。
- 服部則夫：2001年（平成13年）～2002年（平成14年）
- 山崎隆一郎：2000年（平成12年）～2001年（平成13年）
- 沼田貞昭：1998年（平成10年）～2000年（平成12年）
- 橋本宏：1995年（平成7年）～1998年（平成10年）
- 渡辺泰造：1989年（昭和64年/平成年）～1992年（平成4年）
- 英正道: 1992年（平成4年）〜1993年（平成5年）
- 寺田輝介：
- 三宅和助：1984年（昭和59年）～1985年（昭和60年）